# O Mestre (Doctor Who)
O Mestre (em inglês: The Master) é um personagem fictício recorrente na série de ficção científica britânica Doctor Who. O personagem é um Senhor do Tempo e arqui-inimigo principal do protagonista, o Doutor.
O Mestre foi interpretado por vários atores desde a sua introdução em 1971. Como um Senhor do Tempo, o Mestre muda sua aparência como consequência da regeneração, um atributo biológico da espécie para sobreviverem a lesões fatais. O primeiro ator a interpretar o personagem foi Roger Delgado, que ficou de 1971 até sua morte em 1973. A partir de 1976 até o cancelamento do show em 1989, o Mestre foi retratado por uma sucessão de atores: Peter Pratt, Geoffrey Beevers e Anthony Ainley. Posteriormente, Eric Roberts assumiu o papel no telefilme de 1996. Desde o retorno da série em 2005, o Mestre foi retratado por Derek Jacobi, John Simm e por Michelle Gomez. Em 2020, o personagem voltou às telas, interpretado pelo ator Sacha Dhawan.